# Inondations de 2017 dans le sous-continent indien
Les inondations dans le sous-continent indien de 2017 ont eu lieu principalement durant le mois d'août 2017. Elles auraient fait plus d'un millier de morts et près d'un million de déplacés. Au 1er septembre 2017, elles avaient provoqué 1 200 morts dans tout le sous-continent indien, surtout en Inde, mais aussi au Bangladesh et au Pakistan. 30 % de la surface du Bangladesh est submergée par la mousson. Dans le Bihar, un État du nord-ouest de l'Inde, il s'agit des pires inondations depuis 1975.
Elles s'inscrivent dans une tendance de renforcement continu de la mousson depuis 2002. Les origines de ce phénomène sont inconnues, mais elles sont probablement liées au changement climatique. Elles s'inscrivent également dans la série de catastrophes environnementales de l'été 2017.